# Teoria sterowania dualnego
Teoria sterowania dualnego – gałąź teorii sterowania, która zajmuje się regulacją układów, których charakterystyki nie są dane z góry.
Termin dualna odzwierciedla cel regulatora, który ma dwojaki charakter:
- po pierwsze działać – sterować układem, w oparciu o bieżącą wiedzę jaką posiada układ, możliwie jak najlepiej;
- po drugie poszukiwać – eksperymentować z układem tak, aby dowiedzieć się więcej o jego zachowaniu i sterować nim lepiej w przyszłości.

Te dwa cele mogą być po części sprzeczne.
Teoria sterowania dualnego została rozwinięta przez Aleksandra Aronowicza Feldbauma w 1960 roku. Pokazał on, że z zasady rozwiązanie optymalne można znaleźć posługując się programowaniem dynamicznym, jest to jednak niepraktyczne. Mając powyższe na uwadze opracowano wiele metod projektowania dualnych regulatorów suboptymalnych.

## Przykład intuicyjny
Odwołując się do analogii z samochodem: jadąc nowym samochodem do miejsca przeznaczenia można starać się dotrzeć tam możliwie najtaniej i najprościej, ale jednocześnie można chcieć sprawdzić jak samochód przyspiesza, hamuje, jak się nim kieruje, tak, aby lepiej wiedzieć na przyszłość jak go prowadzić – trzeba więc wykonać kilka manewrów testowych. Podobnie regulator dualny „wstrzykuje” do układu tak zwany próbny (eksploracyjny) sygnał, który w krótkim czasie może pogorszyć działanie układu, ale polepszy sterowanie układem w przyszłości.